# Asura tripuncta
Asura tripuncta är en fjärilsart som beskrevs av Gottfried Christian Reich 1935. Asura tripuncta ingår i släktet Asura och familjen björnspinnare. Inga underarter finns listade i Catalogue of Life.